# Corydalis teberdensis
Corydalis teberdensis là một loài thực vật có hoa trong họ Anh túc. Loài này được A.P.Khokhr. mô tả khoa học đầu tiên năm 1971.